# Свиридов, Андрей Валентинович
Андрей Валентинович Свиридов (22 декабря 1946, Москва — 23 ноября 2023) — российский учёный-зоолог, энтомолог, специалист по систематике, фаунистике, зоогеографии, экологии и охране чешуекрылых насекомых, специализировавшийся преимущественно на семействе совки (Noctuidae), автор более 300 публикаций по энтомологии, куратор коллекции разноусых (ночных) чешуекрылых и самой большой в России бывшей частной коллекции чешуекрылых (коллекция Анатолия Васильевича Цветаева), хранящихся в Научно-исследовательском зоологическом музее МГУ. Описал 6 новых для науки видов бабочек.

## Биография
Родился 22 декабря 1946 года в Москве в семье служащих.
- Отец — Валентин Петрович, был авиаконструктором, одним из создателей самолётов Су.
- Мать — Мариамна Борисовна Свиридова-Гракова была из древнего дворянского рода, работала переводчиком английской литературы.

В 1954—1962 годах А. В. Свиридов учился в школе № 43, в 1962—1965 годах — в школе № 109 с биологическим уклоном.
Первую свою коллекцию бабочек он собрал уже в 1959 году. Весной 1964 года Свиридов впервые пришёл на кафедру энтомологии МГУ. Летом 1964 года Свиридов впервые принял участие в экспедиции на Беломорскую биостанцию МГУ под руководством Г. В. Никольского.
В 1965 году поступил на Биолого-почвенный факультет МГУ, который окончил в 1970 году. Дипломная работа была посвящена математической систематике рода Hipparchia (1970).
По окончании университета Свиридов в 1970—1976 годах работал на кафедре энтомологии МГУ, в лаборатории по биоповреждению материалов. В 1971—1973 годах преподавал на практике первого курса в Чашникове и на большом практикуме 3 курса кафедры. В эти годы он принимал участие в экспедициях на Дальний Восток, в Среднюю Азию.
В конце 1976 года Свиридов был переведён в Зоологический музей МГУ, где работал до конца жизни. В 1976—1982 годах был организатором и участником экспедиций факультета на Дальний Восток.
Как куратор коллекций Зоологического музея МГУ (всего около 175 тысяч экземпляров), проводил работу по определению, пополнению и инвентаризации энтомологического материала. За период с 1977 по 2000 год им было определено 39 416 экземпляров бабочек, создана картотека, а позднее компьютерная база данных по совкам России.
В 1982 году Свиридов опубликовал новаторскую на то время фаунистическую работу, посвящённую булавоусым бабочкам (Rhopalocera) Московской области.
А с 1990 года Свиридов стал основоположником целой серии фаунистических работ (главным образом по семейству Noctuidae) по многим регионам России, отличающихся очень подробным освещением распространения видов, с применением карт.
4 ноября 1985 года Свиридов защитил диссертацию кандидата биологических наук на биофаке МГУ на тему «Формирование фаунистических комплексов насекомых Северного Приамурья: на примере булавоусых чешуекрылых (Rhopalocera) и совок (Noctuidae)». С января 1987 года работал на должности научного сотрудника, с марта 1991 года — на должности старшего научного сотрудника.
Долгое время Свиридов занимал должность секретаря Секции наземных беспозвоночных Межведомственной комиссии по Красной книге России, являлся членом этих же секций аналогичных комиссий по Красным книгам РФ и СНГ.
В 1988—1989 года опубликовал работы, посвящённые проблемам изучения видов-двойников, а также динамики региональных фаун чешуекрылых за 200 лет. С 1989 года приступил к работе над «Определителем насекомых Дальнего Востока России», для которого выполнил 769 морфологических рисунков представителей Noctuidae. В декабре 2004 года в качестве соавтора опубликовал часть «Каталога чешуекрылых России» по совкам.
Умер 23 ноября 2023 года.

## Членство в организациях
А. В. Свиридов являлся членом 7 научных обществ:
- Русское энтомологическое общество
- Московское общество испытателей природы
- Society of Systematic Biology (Общество систематической биологии — Вашингтон)
- Societas Europaea Lepidopterologica (Европейское лепидоптерологическое общество)
- и др.

## Животные, названные в честь Свиридова
В честь Свиридова названы 2 вида чешуекрылых:
- совка Zanclognatha sviridovi Owada, 1992, с Хонсю (Япония);
- огнёвка Udea sviridovi Bolshakov, 2002, эндемик России.

## Редакторская деятельность и публикации
Являлся редактором журналов «Russian Entomological Journal», «Бюллетень Московского общества испытателей природы. Отдел биологический», многих книг и сборников.
Автор многочисленных научных и научно-популярных статей и книг, среди них:
- Свиридов А. В. Чешуекрылые (Lepidoptera, Macrolepidoptera) окрестностей Беломорской биологической станции Московского государственного университета и их стациальное распределение // Энтомологическое обозрение. — 1970. — Т. 49, № 3. — С. 563—572.
- Свиридов А. В. В. В. Набоков — энтомолог // Природа. — 1988. — № 10. — С. 126—128.
- Свиридов А. В. Ключи в биологической систематике: теория и практика. — М.: Изд-во МГУ, 1994. — 224 с.
- Свиридов А. В. Душа да крылышки // ГЕО. — 2005. — № 7. — С. 30-41.
- Свиридов А. В. Бабочки — мир разнообразия и красоты // Природа. — 2011. — № 10. — С. 53-56.
- Свиридов А. В. Принципы охраны насекомых (на примере чешуекрылых — Lepidoptera): история и перспективы // Бюллетень МОИП. Отдел биологический. — 2011. — Т. 116, № 6. — С. 3-19.